# Gepus buxtoni
Gepus buxtoni is een insect uit de familie van de mierenleeuwen (Myrmeleontidae), die tot de orde netvleugeligen (Neuroptera) behoort. 
Gepus buxtoni is voor het eerst wetenschappelijk beschreven door Morton in 1921.